# 猎屿旋转炮台遗迹
猎屿旋转炮台遗迹，位于中国广东省汕头市南澳县深澳镇吴平寨村，现为南澳县文物保护单位，类型为古建筑，公布时间为1992年8月15日。
猎屿旋转炮台遗迹的历史年代为清代。